# Referendo na Suíça em setembro de 2009
O referendo na Suíça em 27 de setembro de 2009 foi o terceiro realizado desde o início do ano. Nele, duas perguntas foram feitas aos eleitores:
- Um aumento limitado do imposto sobre o valor acrescentado para continuar financiando o Invalidenversicherung (seguro por invalidez);
- Aceitar a decisão de não introduzir allgemeine Volksinitiativen (incentivos públicos), que foram considerados impossíveis por razões processuais.

Ambas as propostas foram aceitas. A abolição dos incentivos públicos com a maioria de quase 68% do eleitorado. Já o financiamento ao seguro por invalidez foi aprovado por 54,4% do eleitorado.